# Krzysztof Młynarczyk
Krzysztof Młynarczyk (ur. 22 września 1951 w Toruniu) – polski naukowiec, specjalizujący się w architekturze krajobrazu, fitosocjologii i turystyce wiejskiej.

## Życiorys
Ukończył studia na Akademii Rolniczo-Technicznej w Olsztynie w 1977, z uczelnią tą (od 1999 Uniwersytetem Warmińsko-Mazurskim) jest związany przez całą karierę zawodową. Kierował Katedrą Architektury Krajobrazu i Agroturystyki na Wydziale Kształtowania Środowiska i Rolnictwa (od 2021 Katedrą Architektury Krajobrazu na Wydziale Rolnictwa i Leśnictwa). Wcześniej był pracownikiem Katedry Łąkarstwa na tym samym wydziale. Na uczelni olsztyńskiej obronił doktorat (1985) i uzyskał habilitację (1995), tytuł profesora uzyskał w 2003. Wykłada także w Olsztyńskiej Szkole Wyższej im. Józefa Rusieckiego.